# Катенануова
Катенануова (італ. Catenanuova, сиц. Catinanova) — муніципалітет в Італії, у регіоні Сицилія,  провінція Енна.
Катенануова розташована на відстані близько 520 км на південь від Рима, 135 км на південний схід від Палермо, 37 км на схід від Енни.
Населення — 4884 особи (2014).

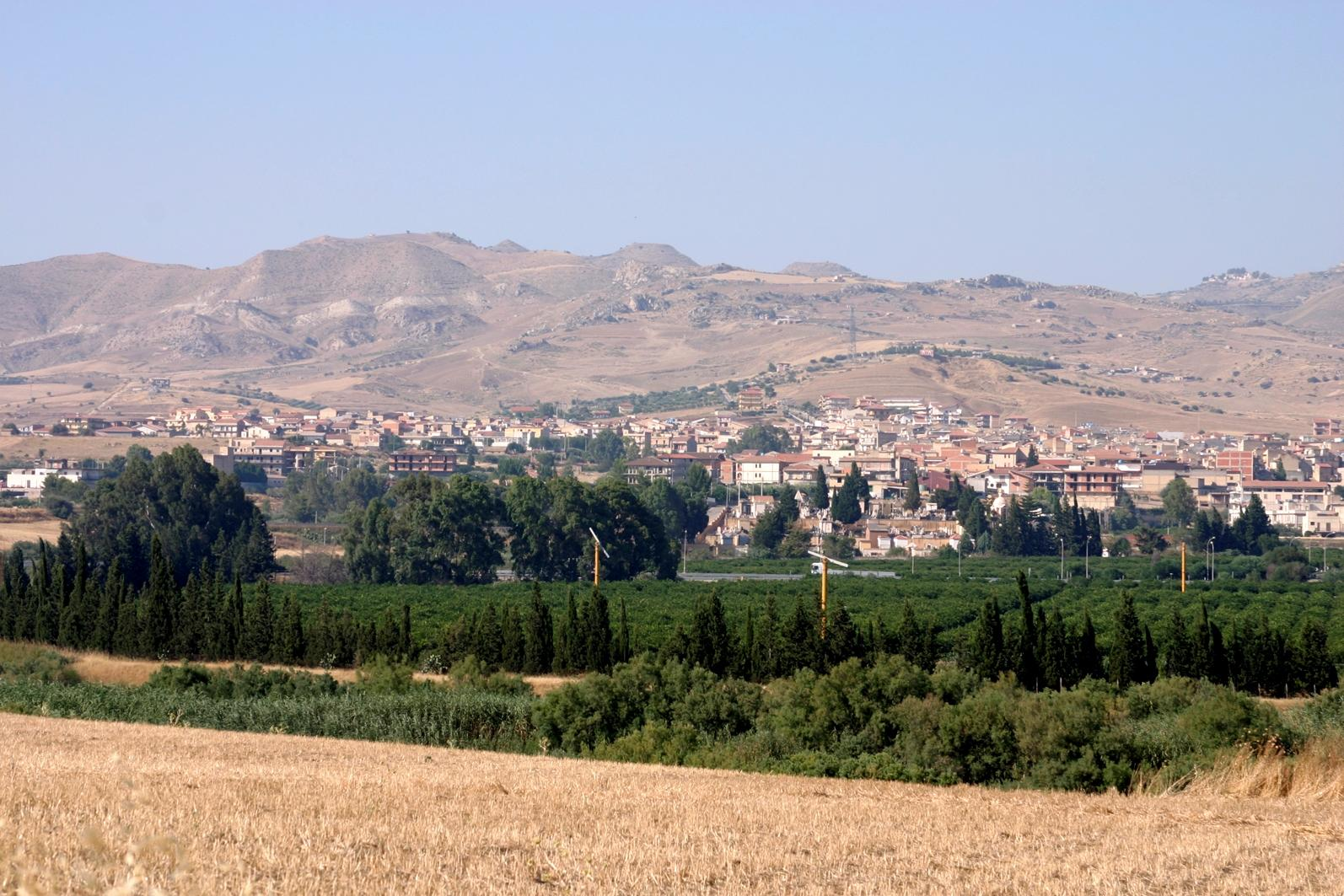

Щорічний фестиваль відбувається останньої неділі вересня. Покровитель — San Prospero martire.

## Демографія
Населення за роками:

Станом на 1 січня 2023 року в муніципалітеті офіційно проживали 154 іноземці з 20 країн, серед них 91 громадянин країн Євросоюзу.

## Сусідні муніципалітети
- Аджира
- Кастель-ді-Юдіка
- Чентурипе
- Регальбуто